# Alexander Zabrodsky
Alexander Zabrodsky (* 1936 in Tel Aviv; † 20. November 1986) war ein israelischer Mathematiker, der sich mit Algebraischer Topologie befasste.
Zabrodsky studierte am Technion in Haifa mit dem Bachelorabschluss 1962 und dem Masterabschluss 1963 und wurde 1967 an der Princeton University bei William Browder promoviert (On the structure of the cohomology of H-space). Ab 1970 war er am Einstein Institute of Mathematics der Hebrew University, zunächst als Assistenzprofessor und später als Professor. Er starb 1986 bei einem Autounfall.

## Schriften
- Hopf Spaces, North Holland 1976.